# 7030 Colombini
7030 Colombini eller 1993 YU är en asteroid i huvudbältet som upptäcktes den 18 december 1993 av Santa Lucia Stroncone-observatoriet i Stroncone. Den är uppkallad efter den italienska amatörastronomen Ermes Colombini.
Asteroiden har en diameter på ungefär 7 kilometer.